# Brigantella/'Na vita sola
Brigantella/‘Na vita sola, pubblicato nel 1961, è un singolo del cantante italiano Mario Trevi

## Storia
Il disco contiene due brani di Mario Trevi. Brigantella è presentato al Gran Festival di Piedigrotta del 1961 con Alberto Berri.

## Tracce
Lato A
- Brigantella (Mannillo-Fanciulli-De Paola)

Lato B
- 'Na vita sola (Annona-Romeo)

## Incisioni
Il singolo fu inciso su 45 giri, con marchio Durium- serie Royal (QCA 1261).
Direzione arrangiamenti: M° Eduardo Alfieri.